# Abbaye de Sixt
L'abbaye de Sixt est une abbaye de chanoines réguliers de la congrégation d'Abondance située à Sixt-Fer-à-Cheval, dans le département français de la Haute-Savoie en région Auvergne-Rhône-Alpes en France. Fondée avant 1144, elle est fermée en 1792 à la suite de l'invasion française de la Savoie.
Seule une partie des bâtiments de l'ancienne subsiste aujourd'hui. L'église et son grenier, l'ancien bâtiment abbatial et le presbytère sont inscrits au titre des Monuments historiques par arrêté du 17 février 1997. Depuis le début des années 2010, l'ancien site abbatial fait l'objet de recherches archéologiques et historiques.
L'abbaye a contribué à assurer dès le Moyen Âge une activité de pastoralisme dans un secteur de haute-montagne.

## Géographie

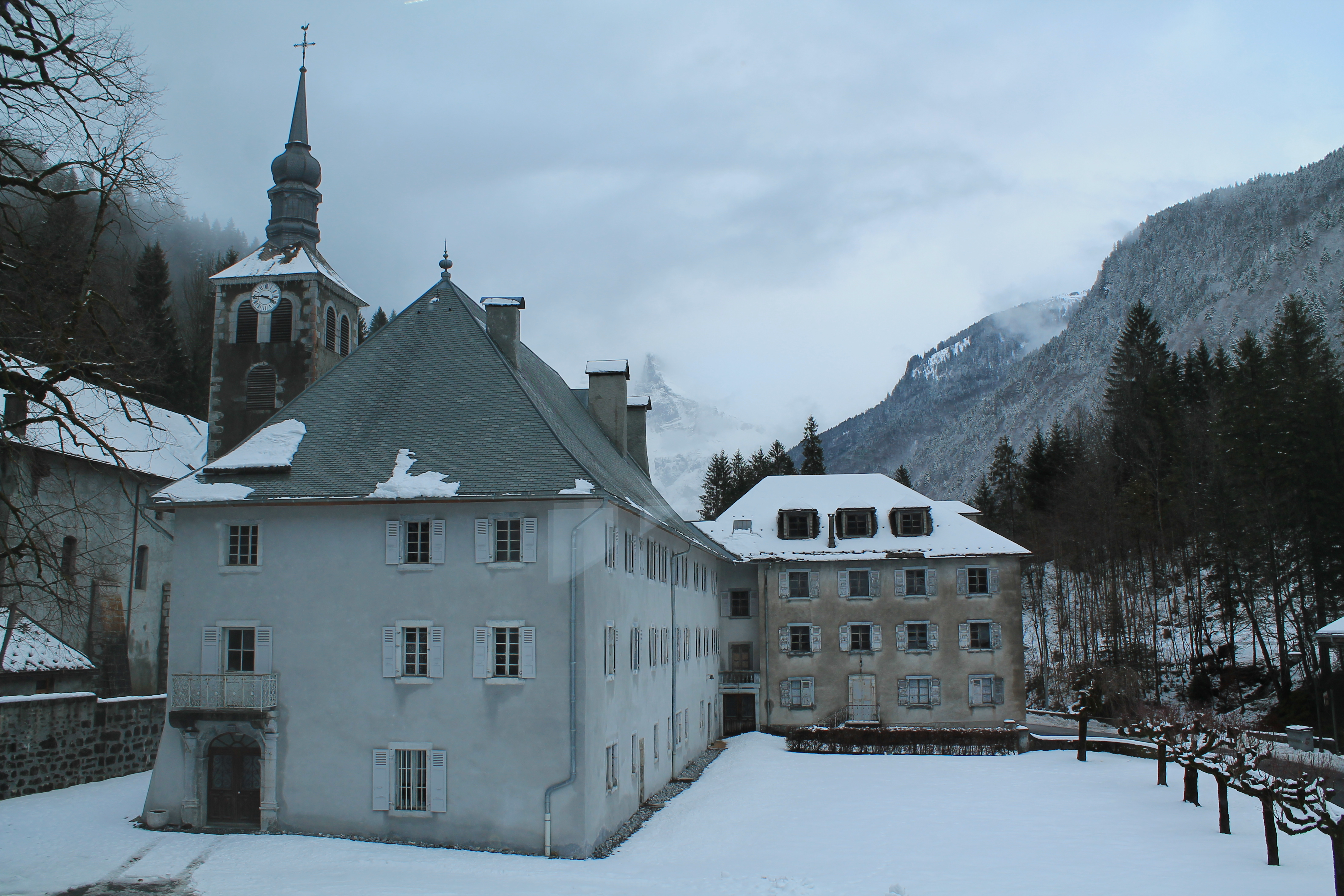
L'abbaye de Sixt-Fer-à-Cheval (Haute-Savoie) en hiver.

L'abbaye est située dans la région historique du Faucigny, le département français de la Haute-Savoie et dans la commune de Sixt-Fer-à-Cheval. Elle a été implantée à une altitude d'environ 720 m sur une terrasse aménagée en contrehaut de la rivière du Giffre et en amont du verrou des Tines, à la confluence entre le Giffre et le Giffre des Fonds.

## Histoire de l'Abbaye

### La fondation de l'abbaye auXIIe

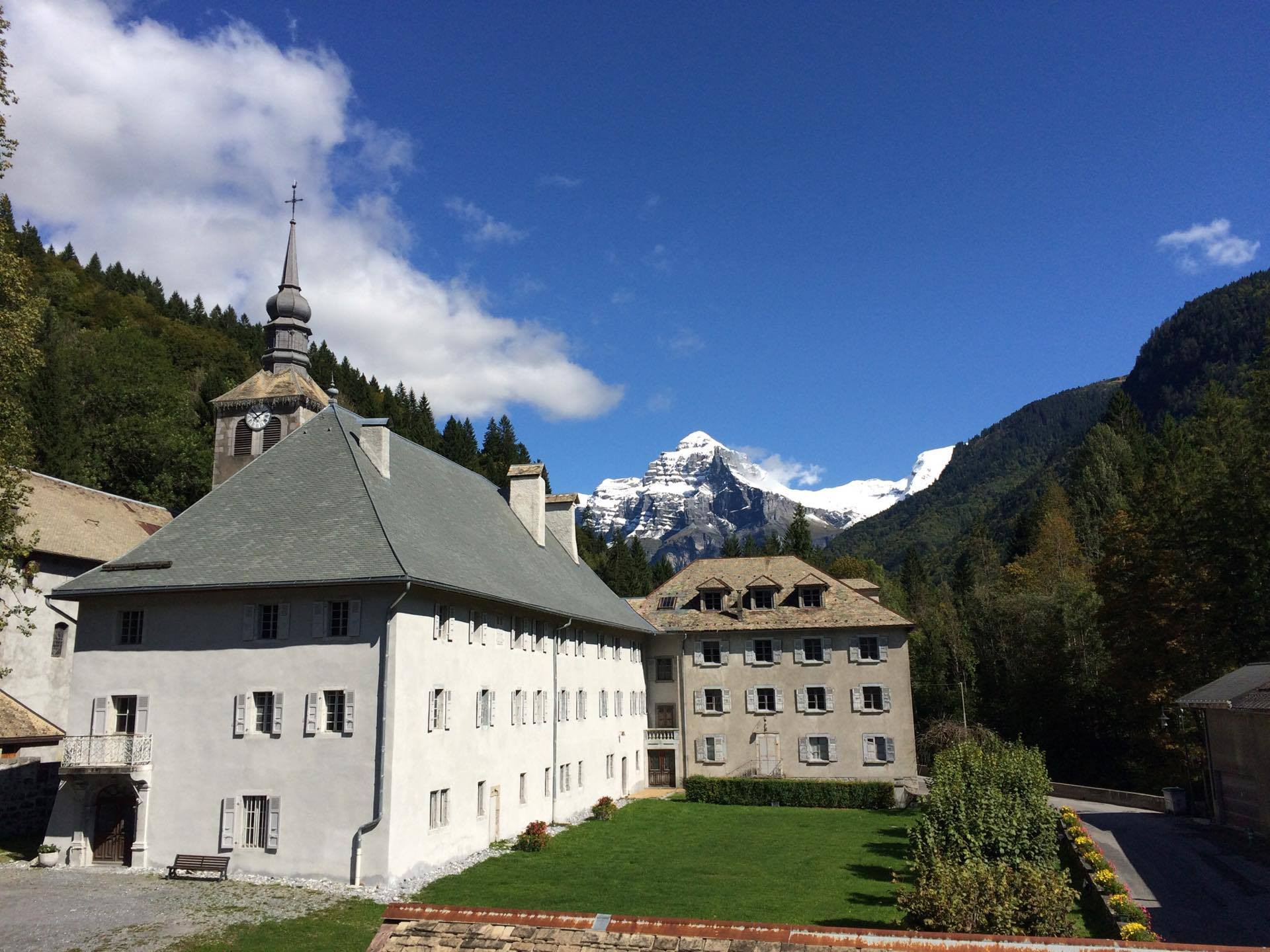
Vue de la façade sud de l'abbaye de Sixt-Fer-à-Cheval (Haute-Savoie).

Un prieuré est fondé par des chanoines réguliers de saint Augustin issus de l'abbaye d'Abondance à une date inconnue, mais antérieure à 1144, date à laquelle le prieuré est érigé en abbaye. Ils s'établissent sur des terres concédées par Aymon Ier, sire de Faucigny. Leur premier abbé se nomme Ponce. Contrairement à ce qu'affirme la vie légendaire de Ponce de Sixt rédigée par le chanoine Jean Depassier et publiée en 1666, rien ne prouve que Ponce soit issu de la famille de Faucigny. En février 1156, le pape Adrien IV confirme les possessions et les droits de l'abbaye de Sixt. En 1161, un différend est réglé entre les chanoines de Sixt et ceux d'Abondance grâce à la médiation de plusieurs prélats et chevaliers de Savoie et du Faucigny. En 1167, Arducius de Faucigny, évêque de Genève, confirme la donation à l'abbaye de la paroisse de Samoëns. L'acte est rédigé à l'abbaye de Sixt. Avant son décès vers 1166, Aymon Ier s'était fait chanoine de l'abbaye. Il y est peut-être enterré.
Cette abbaye primitive est conservée en fondations et a été reconnue lors des opérations archéologiques. Autour d'un cloître roman décoré de nombreux chapiteaux décorés s'organisaient au moins deux bâtiments: l'église et l'aile sud. L'aile sud mesurait 26 m de longueur pour 8,5 m de largeur. Le rez-de-chaussée accueillait probablement un réfectoire et une cuisine, et le premier étage un dortoir, comme dans une abbaye bénédictine. L'église romane a été reconstruite aux périodes suivantes et demeure inconnue.

### LeXIIIe
L'abbaye s'enrichit et s'agrandit au cours du XIIIe. En 1200, l'abbé Almaric obtient de Guillaume de Faucigny la juridiction sur les habitants de la vallée de Sixt, privilèges confirmés en 1234 et 1318. En février 1204, le pape Innocent III confirme par une bulle papale à l'abbé Amalric les possessions et les biens de l'abbaye. Le même mois, le pape écrit à l'évêque de Genève Nantelme à propos de contestations qu'il avait élevé à propos de l'église paroissiale de Samoëns. L'abbé doit encore gérer des conflits nés des donations effectuées au siècle précédent par Turembert de Lucinges. Aymon II de Faucigny confirme à plusieurs reprises les donations faites aux chanoines réguliers par ses vassaux et ses ancêtres et en fait lui-même.
L'église est reconstruite au moins partiellement au XIIIe par l'ajout d'un chœur gothique dont le chevet plat est pourvu d'un triplet. Une aile orientale, retrouvée en fouilles, comprenait au rez-de-chaussée une salle capitulaire largement ouverte sur la galerie est du cloître.
De 1282 jusqu'en 1292, l'église accueille la dépouille de l'héritier du Viennois, fils de Béatrice de Faucigny, la Grande Dauphine, en attendant la fin de la construction de la chartreuse de Mélan. D'autres membres de l'aristocratie du Faucigny se font enterrer à Sixt.

### Le Bas Moyen Âge
En 1411, l'évêque de Genève Jean V de Bertrand visite l'abbaye de Sixt et constate que la vie régulière n'est plus observée et que les bâtiments nécessitent d'urgentes réparations. En 1418, les chanoines et l'abbé albergent l'alpage de Sales pour "l'introge considérable" de 400 florins d'or afin de financer ces réparations. L'enceinte est reconstruite et munie d'une tour d'angle à proximité de l'entrée principale de l'abbaye. Dans l'église, une chapelle latérale sud est construite à l'emplacement de la salle du chapitre qui est réduite en longueur.

### L'époque moderne

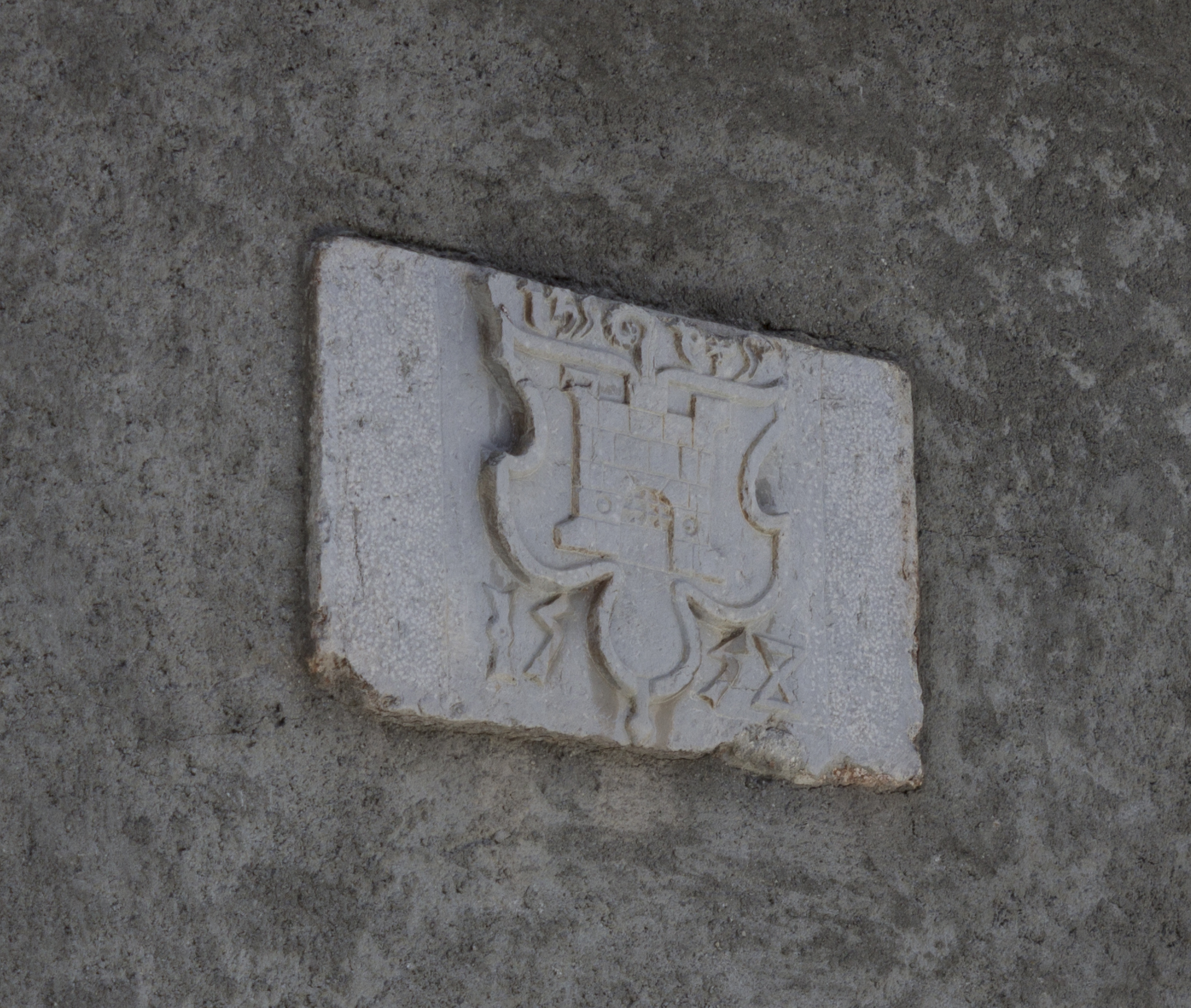
Clé de la porte de l'abbaye - 1558.

Le premier abbé commendataire nommé à la tête de l'abbaye de Sixt est le cardinal vénitien Giovanni Battista Zeno qui meurt en 1501. Au XVIe, l'enceinte de l'abbaye est reconstruite: la clé de la porte est gravée du millésime 1558 . Elle est aujourd'hui mise en œuvre dans l'une des façades du presbytère. Le pèlerinage sur le tombeau de l'abbé fondateur Ponce et à sa fontaine est attesté à partir du début du XVIIe. L'évêque de Genève François de Sales réforme l'abbaye à la même époque et ouvre le tombeau le 14 novembre 1620. À la même époque, l'abbaye d'Abondance voit ses chanoines réguliers être remplacés par des cisterciens feuillants. La congrégation d'Abondance disparaît. L'abbé Humbert de Mouxy entreprend des travaux de reconstruction de l'abbaye dans les années 1620. Le plafond du réfectoire date de cette époque. Le cloître est entièrement reconstruit et les éléments de décor romans servent de remploi. La chapelle latérale est utilisée pour le stockage des archives.

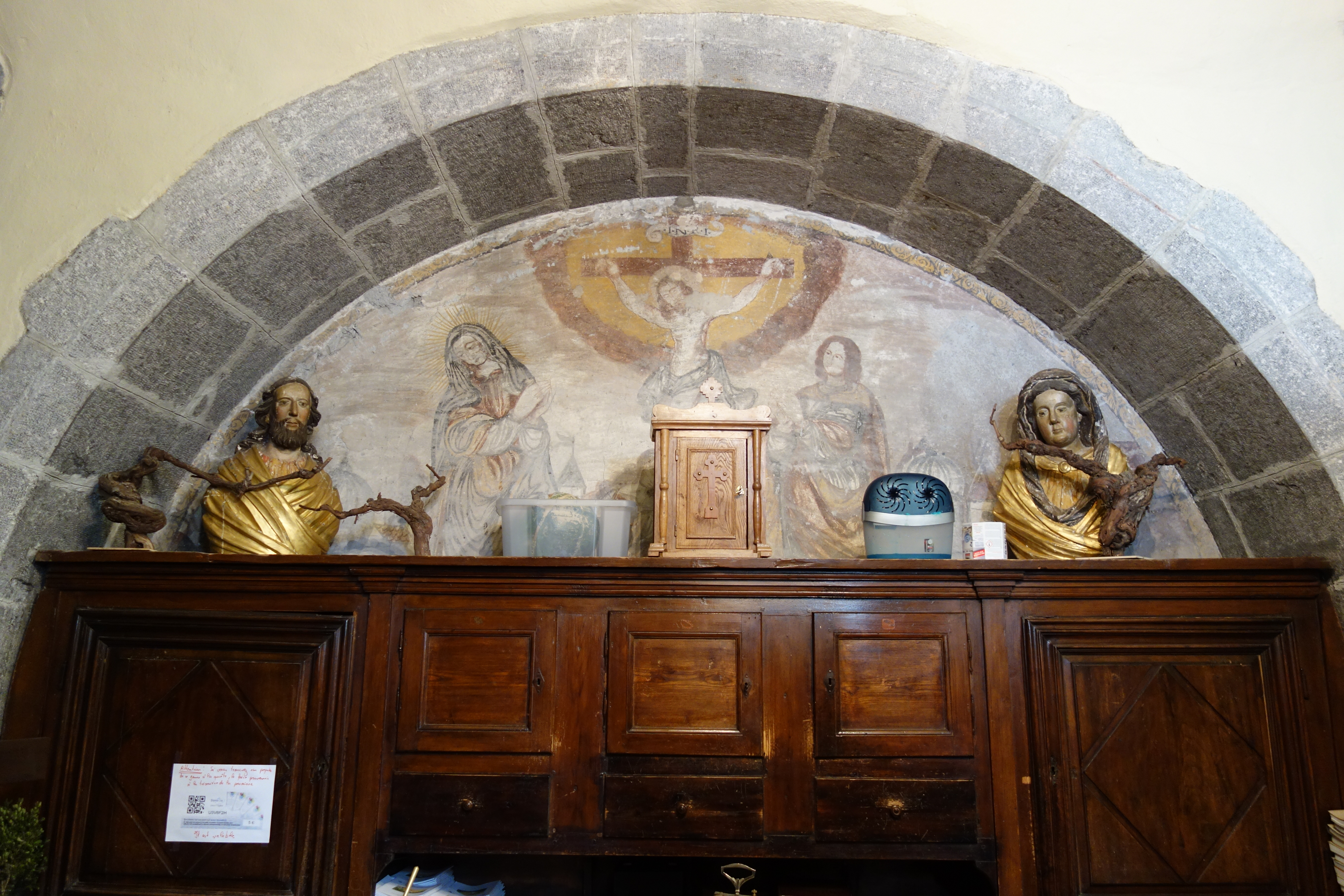
Peinture murale de la Crucifixion du Christ, datée du XVIIIe siècle, dans la sacristie de l'église de Sixt-Fer-à-Cheval.

En octobre 1680, un grave incendie détruit une partie de l'abbaye: la nef de l'église est détruite, de même que l'aile orientale et l'aile occidentale et l'ensemble des toitures. Les travaux de restauration durent de nombreuses années. L'aile orientale est reconstruite avec une nouvelle salle du chapitre. Une nouvelle nef est achevée en 1687 et l'aile occidentale est reconstruite. Contre l'église, l'ancienne chapelle est transformée en salle des archives après avoir accueilli le temps des travaux de la nef les restes de l'abbé Ponce. Une peinture murale représentant la Crucifixion du Christ ornait cette tombe provisoire. En 1745, la toiture de l'abbaye est entièrement reconstruite.

### L'époque contemporaine

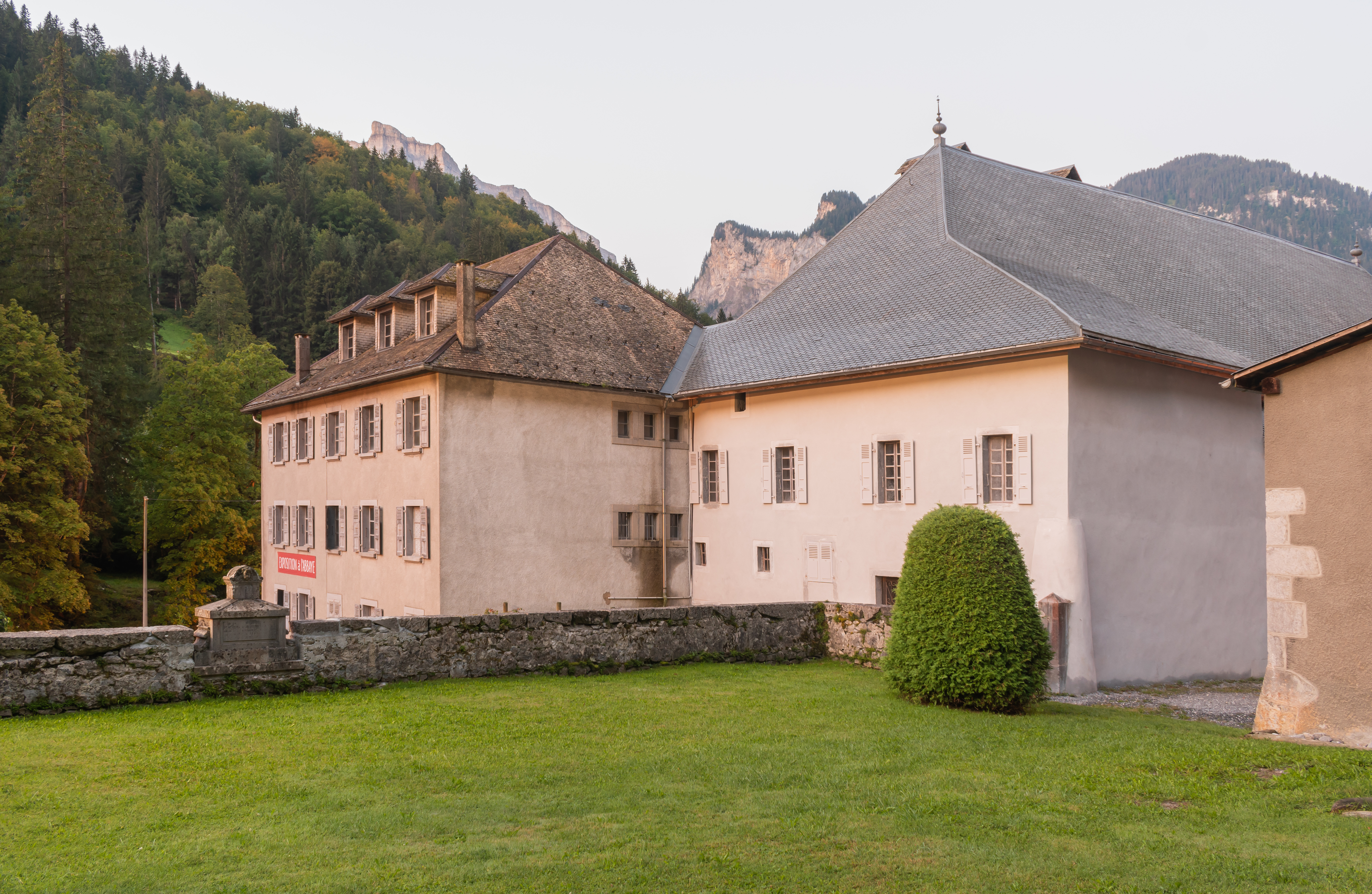
L'annexe de l'ancien hôtel du Fer à Cheval.

C'est l'invasion française de septembre 1792 qui met un terme à l'existence de l'abbaye, avec la dispersion des chanoines et la vente des possessions comme "biens nationaux". L'ancien couvent est ensuite aménagé en auberge puis en hôtel jusqu'en 1995, et  avait même accueilli le siège d'une exploitation minière (1809 - 1853). Une annexe de l'hôtel est construite au début du XXe.
En 1810, Albanis Beaumont, ingénieur et géographe Savoyard, meurt dans le monastère qu'il avait acquis, selon notamment le Dictionnaire du duché de Savoie (1840). Son monument funéraire est toujours visible dans l'ancien cimetière au chevet de l'église abbatiale. L'article du Dictionnaire historique de la Suisse donne La Vernaz comme lieu de décès d'Albanis Baumont.
L'édifice est inscrit au titre des monuments historiques en février 1997.
L'abbaye fait actuellement l'objet d'un projet de restauration pour lui donner une nouvelle vocation muséale, environnementale et culturelle dans le cadre du projet Grands Sites de France. Elle est propriété de la commune de Sixt-Fer-à-Cheval (parcelle de l'église) et du département de la Haute-Savoie (parcelle de l'ancien couvent) depuis 2000.

## Description

### Description générale

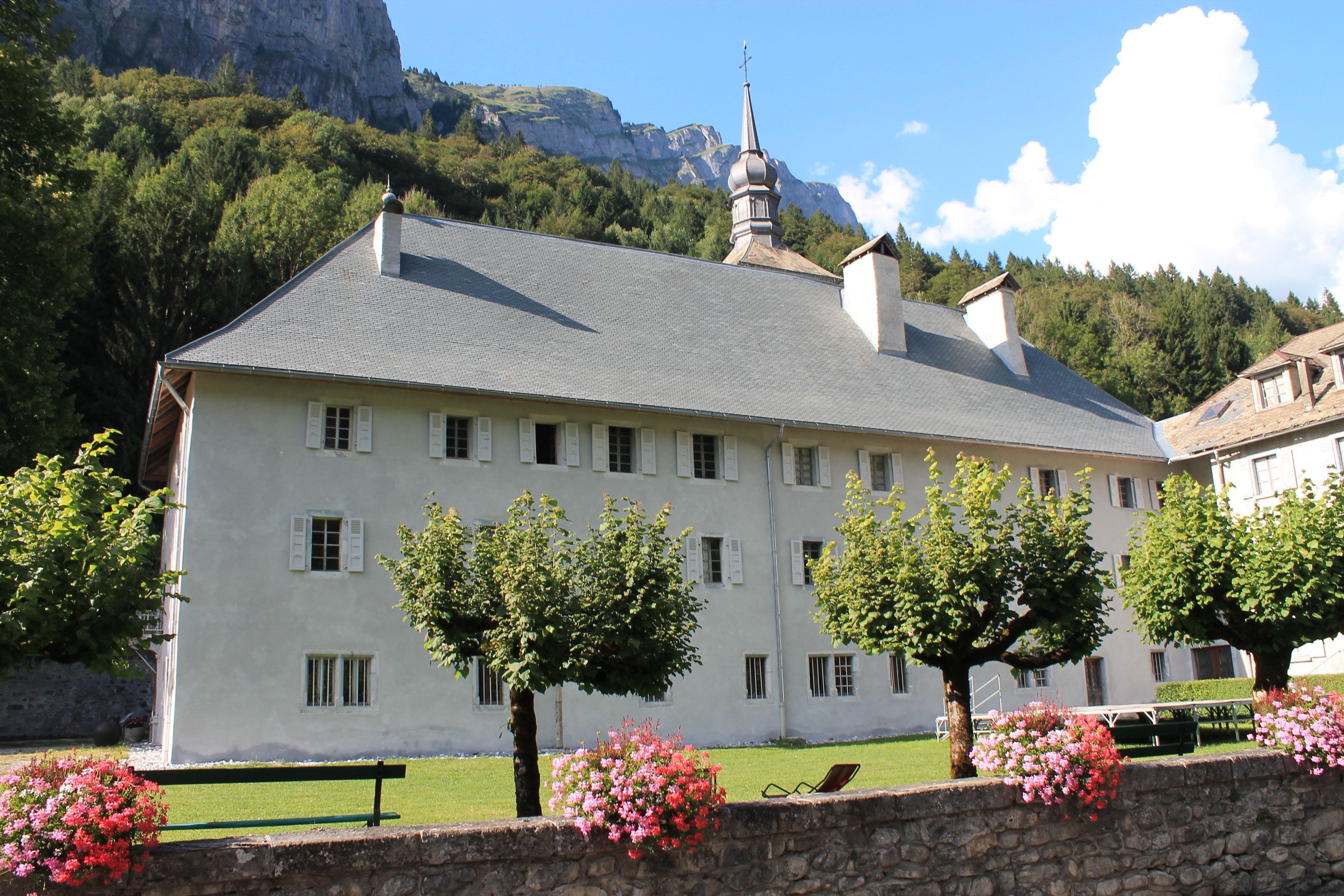
Vue d'ensemble de l'abbaye de Sixt-Fer-à-Cheval (Haute-Savoie).

L'église se trouve au nord du site: il s'agit d'un bâtiment composite édifié entre le XIIIe siècle et le XVIIIe siècle. Au sud, les bâtiments conventuels qui subsistent ont été édifiés entre le XIIe siècle et le XVIIIe siècle. À l'ouest de l'ancien couvent se trouvent deux anciennes dépendances: l'actuel presbytère de Sixt-Fer-à-Cheval et l'ancienne tour d'angle de l'enceinte de l'abbaye. À l'est, un grenier traditionnel de bois du XIXe siècle complète l'ensemble.

### L'église

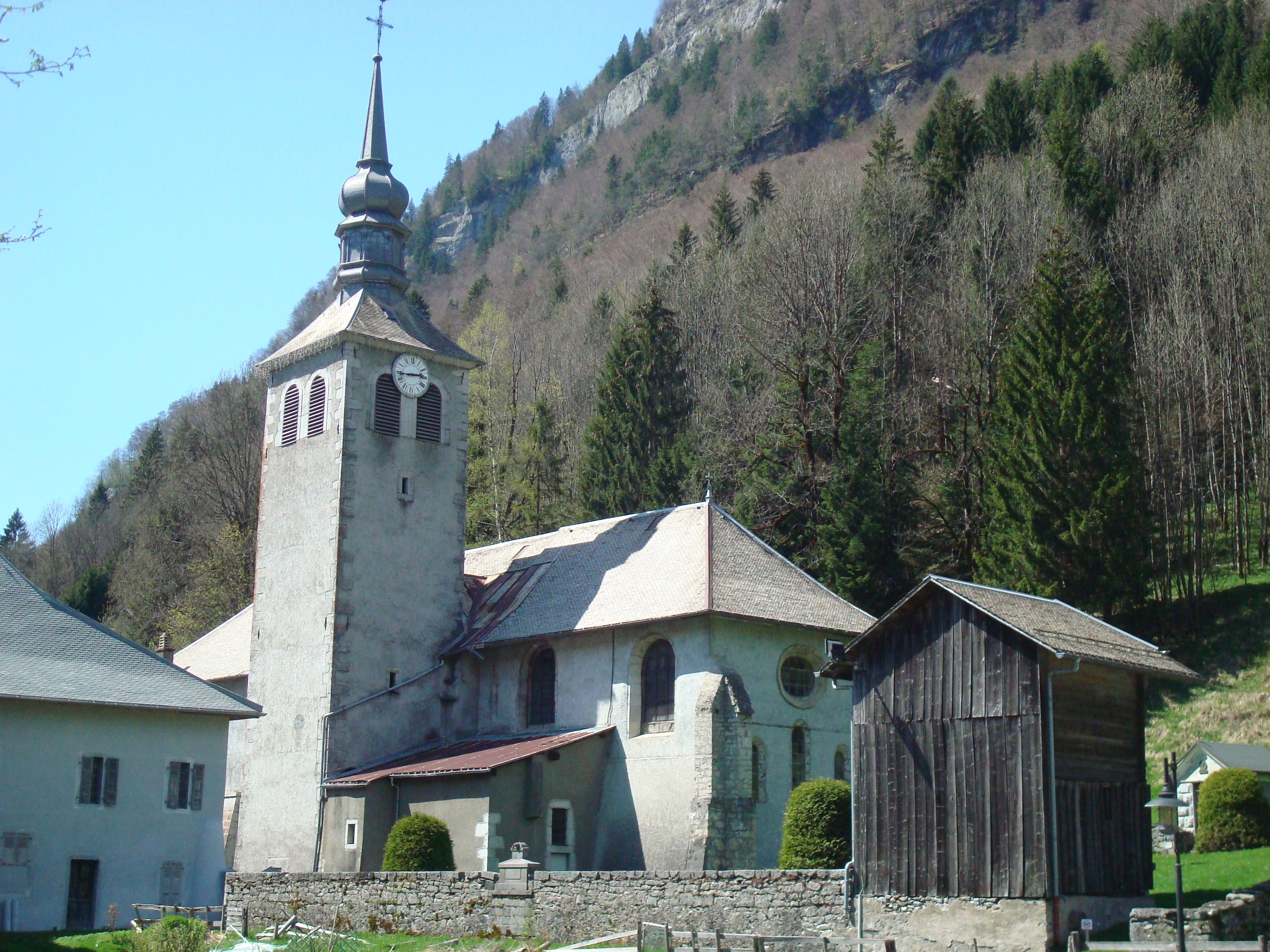
Vue de l'église de Sixt-Fer-à-Cheval depuis le sud-est.

L'ancienne église abbatiale, devenue église paroissiale, est dédiée à sainte Madeleine. Elle est composée d'un chœur du XIIIe siècle, d'une nef du XVIIe siècle, d'un clocher à bulbe du XIXe siècle et de deux chapelles latérales du début du XXe siècle. Un trésor protégé au titre des Monuments historiques comprend des pièces du Moyen Âge et de l'époque moderne. Il est conservé dans la sacristie construite au sud du sanctuaire.
Le chœur de l'église médiévale comprend quatre travées surmontées de voûtes d'ogives de tuf qui reposent sur des culots sculptés de figures humaines. L'église est éclairée par un triplet dans le chevet et deux grandes baies modernes dans le mur gouttereau sud. Au niveau de la troisième travée orientale, deux chapelles donnent l'illusion d'un transept. La chapelle nord est construite sur un rocher de calcaire qui a été détaché de la montagne. La nef moderne comprend trois travées et une tribune. La sacristie était elle aussi couverte de voûtes d'ogives de calcaire de Sixt. C'est là que se trouve la peinture de la Crucifixion.

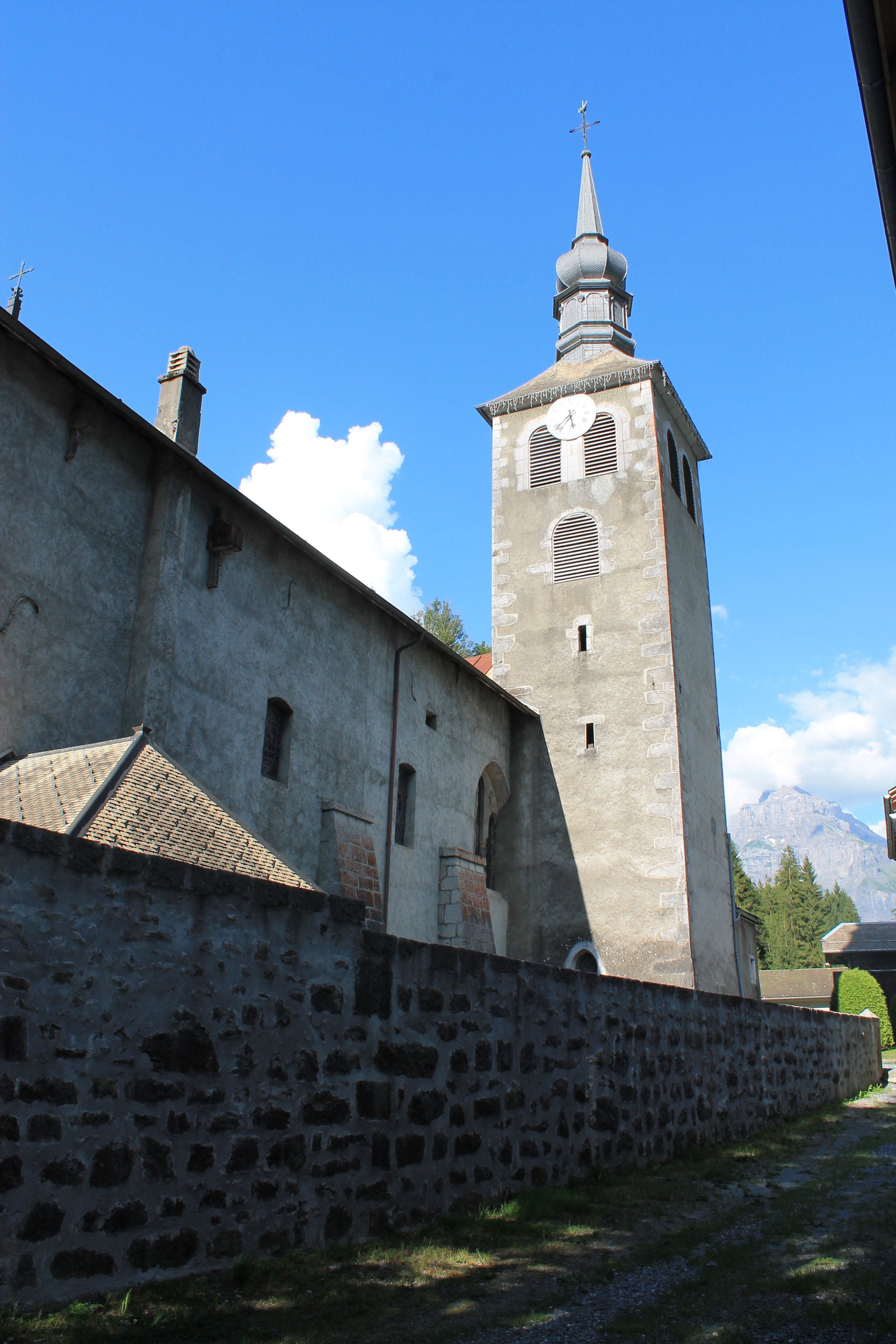
Clocher.
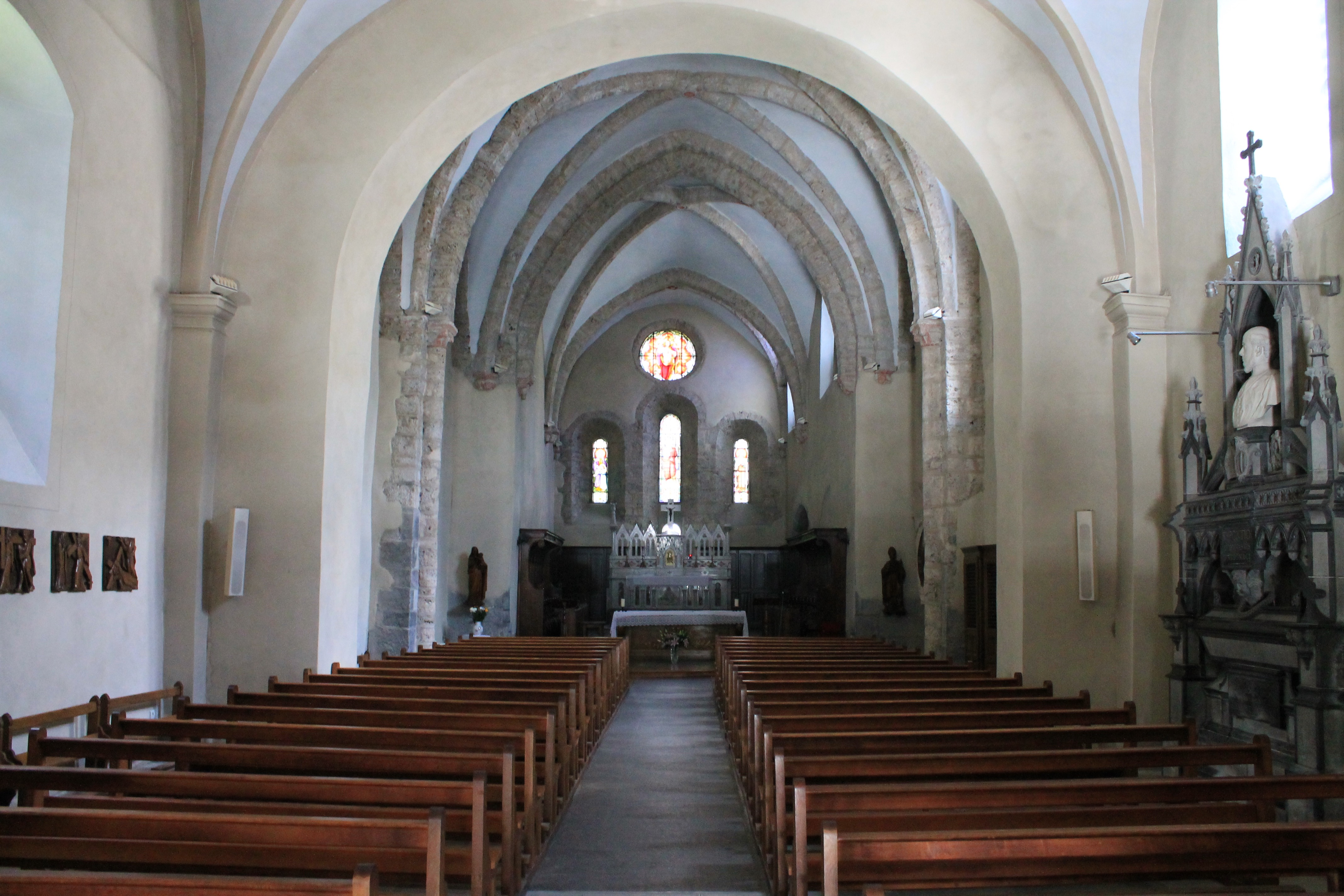
Nef.
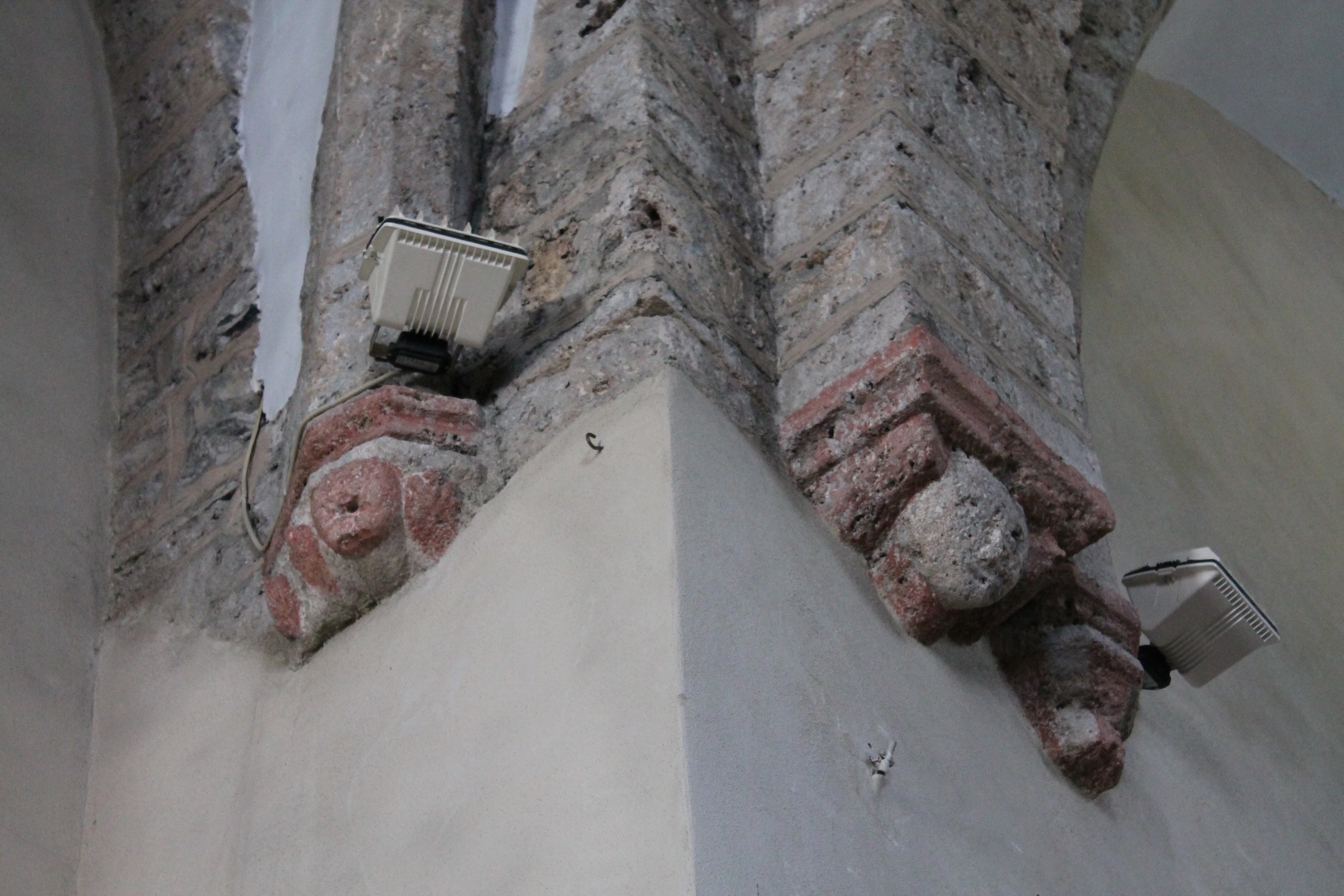
Culots.
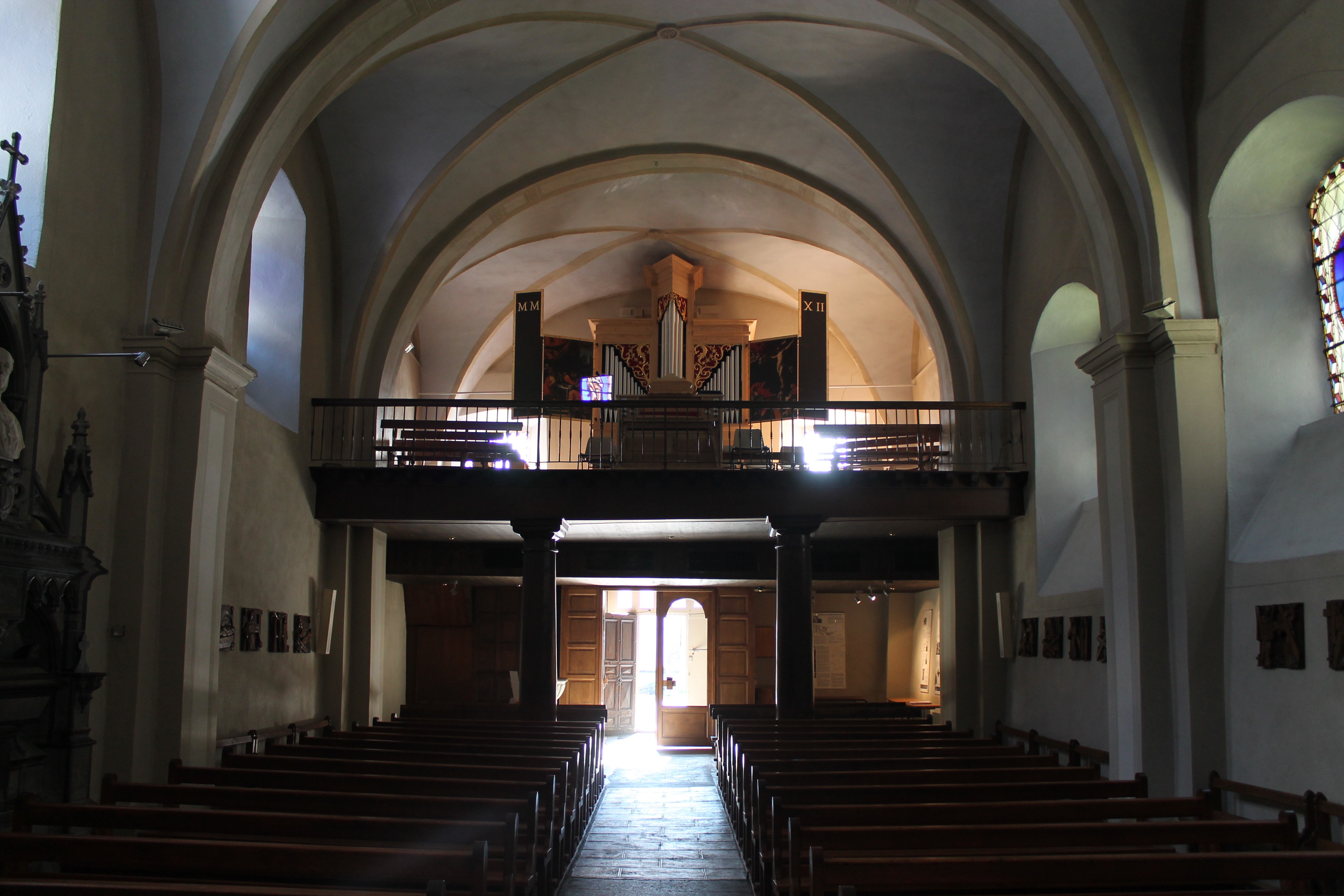
Tribune et orgue.

### Le "logis"

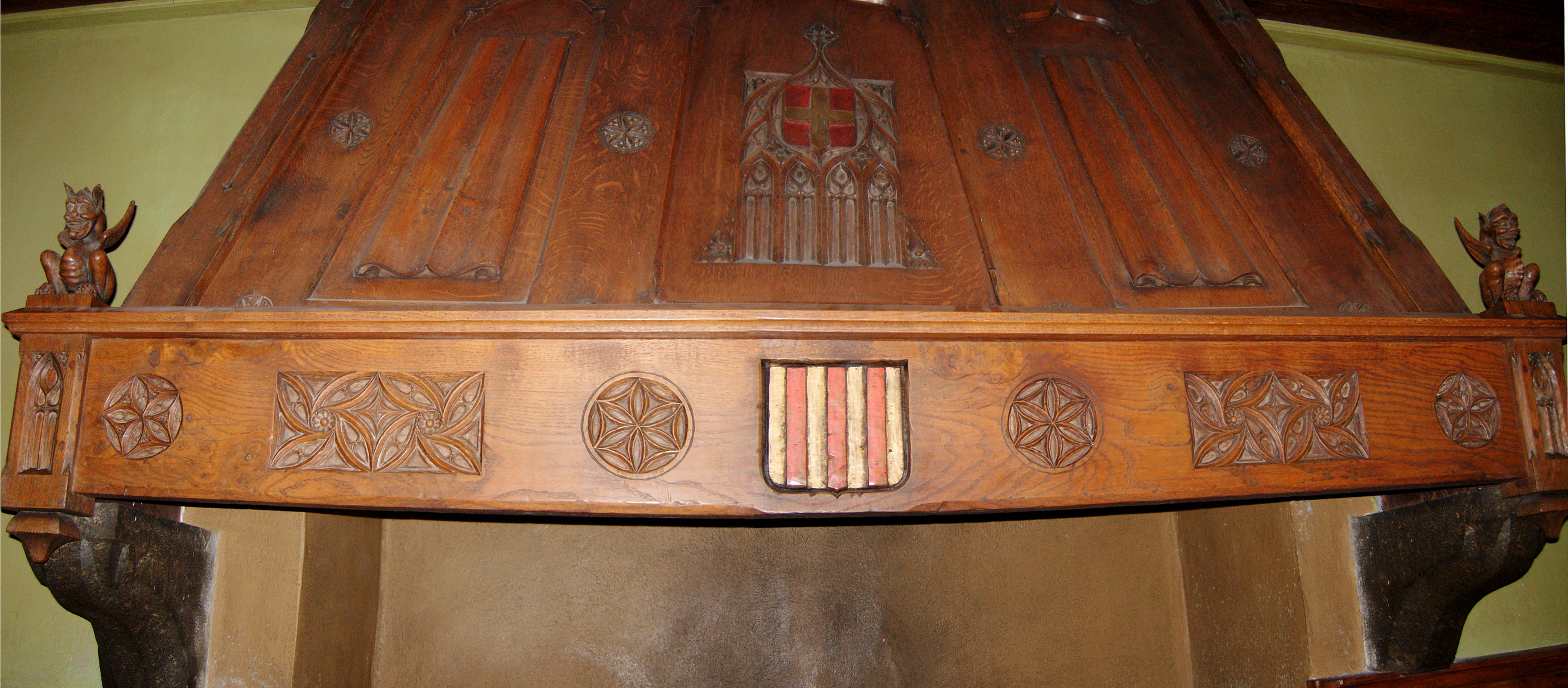
Cheminée intérieure du réfectoire de l'abbaye de Sixt Fer-à-Cheval.

Une fois acquis par le Conseil général de la Haute-Savoie en 2000, le bâtiment connu localement sous le nom de "logis abbatial" et qui correspond à l'aile sud du couvent a bénéficié de quelques recherches archéologiques qui ont révélé des décors des XVIIe et XVIIIe siècles, épargnés malgré deux siècles d'occupations diverses.
Le rez-de-chaussée rassemble de grandes salles et les cuisines, desservies par un long couloir, couvert de voûtes d'arêtes, datables du XVIIe siècle. L'ancienne salle du restaurant de l'Hôtel du Fer-à-Cheval et de l'abbaye occupe l'espace le plus important (86 m2) — peut-être l'ancien réfectoire de l'Abbaye — et présente un remarquable plafond aux poutres décorées.
Les deux étages supérieurs auxquels on accède par un grand escalier à degrés du XVIIe siècle abritent les anciennes cellules des chanoines, redistribuées en vingt chambres d’hôtel. Poutres, boiseries, portes et cheminées, datables des XVIIe et XVIIIe siècles, permettent de restituer l'ancienne partition, les décors et les éléments de conforts des espaces initiaux.

## L'étude archéologique de l'abbaye

### Les opérations d'archéologie préventive

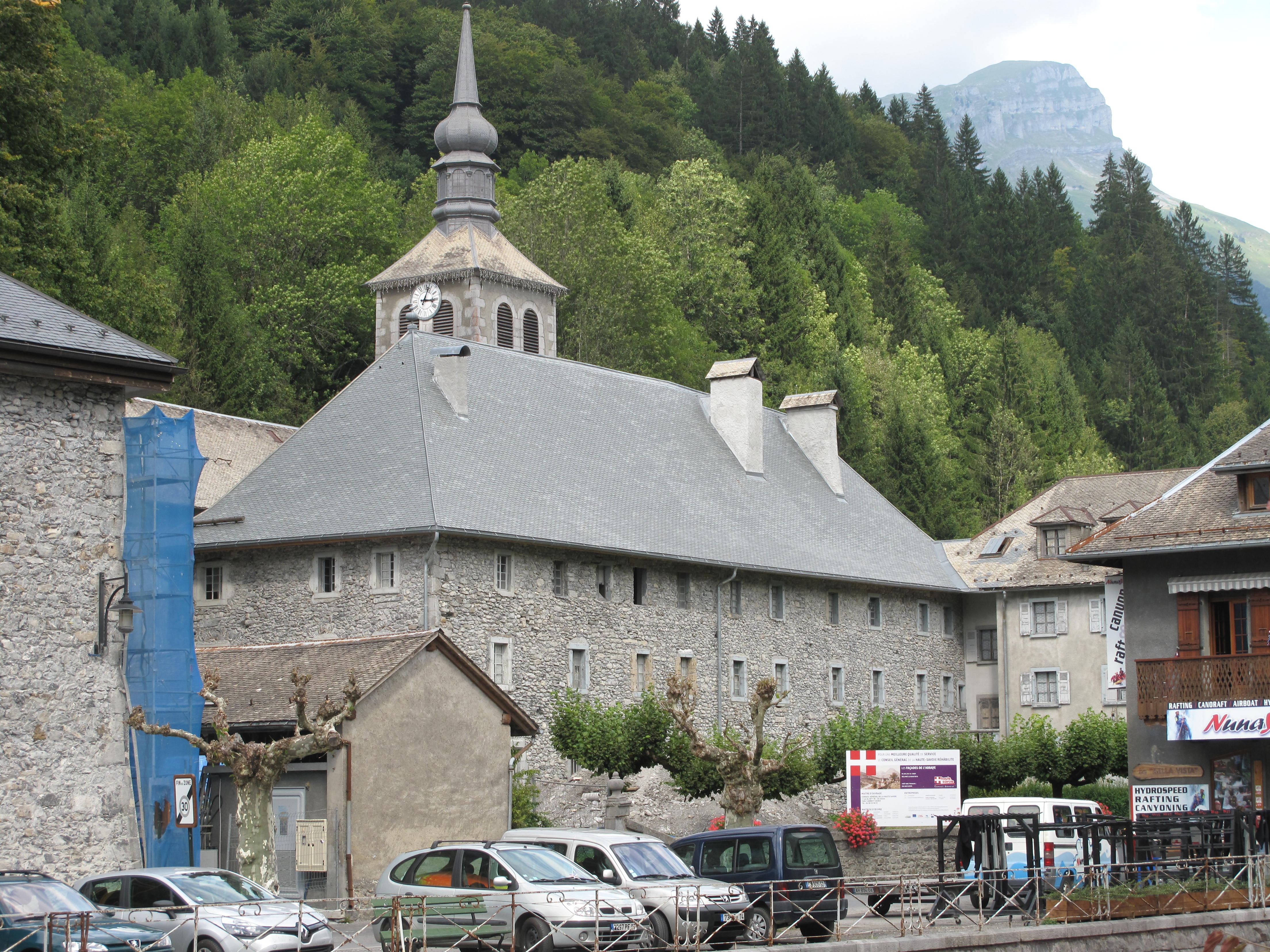
Etudes archéologiques du bâti en cours.

L'acquisition de l'ancienne aile sud des bâtiments conventuels par le département de la Haute-Savoie en 2000 a initié des recherches archéologiques préventives prescrites par le Service Régional de l'Archéologie (SRA) de l'ancienne région Rhône-Alpes en amont de travaux de restauration de la toiture du couvent et des façades, ainsi que de terrassement. Les recherches archéologiques dirigées par Laurent D'Agostino du bureau d'investigations archéologiques Hadès ont été réalisées entre 2010 et le printemps 2014 puis en 2015. L'étude archéologique du bâti a livré des données inédites sur la disposition de la première abbaye des (XIIe – XIIIe siècles) et ses transformations jusqu'au milieu du XXe siècle.
Au nord de l'aile subsistante, les archéologues ont mis au jour les vestiges de l'aile ouest de l'abbaye qui reliait l'aile sud à l'église. Dans le préau et la galerie occidentale du cloître, des sépultures ont été découvertes et ont fait l'objet d'un étude anthropologique. Elles ont pour certaines été datées des XIIe et XIIIe siècles par le carbone 14, démontrant son utilisation par les chanoines comme espace d'inhumation dès les origines de l'abbaye.
En 2015, l'archéologue David Jouneau de l'opérateur agréé en archéologie préventive Archeodunum a mené une étude archéologique du bâti dans le couloir de l'aile sud, qui correspond à l'ancienne galerie sud du cloître. Ses travaux ont permis de préciser les différentes phases de construction de l'abbaye.

### Les opérations d'archéologie programmée
Entre novembre 2012 et juin 2013, Christophe Guffond (Conseil départemental de la Haute-Savoie), a mené une opération d'archéologie du bâti sur l'ensemble dit du "Grenier-école" et en particulier sur l'ancienne tour de l'abbaye. Les datations au carbone 14 ont permis de dater le bâtiment de la fin du Moyen Âge ou du début de l'époque moderne.
Depuis 2015, l'ancienne abbaye de Sixt est étudiée dans le cadre d'une thèse en histoire et archéologie médiévale menée par Sidonie Bochaton à l'université Lumière-Lyon 2. Dans ce cadre, trois opérations archéologiques ont eu lieu. En juin 2015, c'est le côté sud du chevet de l'église qui a été fouillé. Le sondage a révélé les fondations d'une ancienne chapelle latérale dédiée à saint Jacques apôtre. En 2016, ce sont le cloître et la salle capitulaire qui ont été fouillés. En 2017, un sondage implanté sur la parcelle de l'ancien couvent a mis en évidence deux dépendances domestiques.